# Suniti Namjoshi
Suniti Namjoshi (Bombay, 1941) es una poeta y fabulista india, canadiense y británica. Creció en India, trabajó en Canadá y vive en el suroeste de Inglaterra, en el Reino Unido, con la escritora inglesa Gillian Hamscombe.

## Biografía
Suniti Namjoshi nació en Bombay en 1941.  Su padre, Manohar Vinayak Namjoshi, era piloto de pruebas senior en la empresa Hindustan Aircraft en Bangalore. Murió a causa de un accidente de aviación en 1953. Su madre, Sarojini Namjoshi, de soltera Naik Nimbalkar, era de Phaltan.
Suniti fue enviada a Woodstock, una escuela misionera estadounidense en las estribaciones del Himalaya, y luego al valle de Rishi en Andhra Pradesh adonde Jiddu Krishnamurti solía acudir y hablar con los niños durante un par de meses cada año.

## Carrera
Tras aprobar el examen IAS, siglas en inglés del Sistema Administrativo de la India, en 1964, trabajó como oficial en dicho Servicio Administrativo antes de continuar su educación. Estudió Administración Pública y obtuvo su maestría en la Universidad de Misuri y un doctorado en la Universidad McGill sobre Ezra Pound.
Namjoshi dio clases en el Departamento de Inglés en la Universidad de Toronto entre 1972 y 1987. Escribió Fábulas feministas en 1981 (y fue traducida al español en 2003, añadiéndose entonces una nueva fábula). Se menciona esta obra en Feminism, one of her voices  como un clásico feminista menor y el trabajo por el cual se la conoce a Namjoshi. En el artículo se dice que había creado un brillante trabajo mediante el ingenio, los juegos de palabras y la inventiva. Comenzó a escribir entonces a tiempo completo en 1987, publicando obras de ficción y poesía. Kaliyug - Circles Of Paradise (obra de teatro) y Flesh And Paper (poesía) que fueron escritas en colaboración con Gillian Hanscombe. Namjoshi se ha inspirado en Virginia Woolf, Adrienne Rich, su amiga Hilary Clare y la obra de Kate Millett Sexual Politics. Participa activamente en el movimiento feminista y en el Movimiento de liberación LGTB.
Namjoshi fue investigadora honoraria en el Centro de Estudios de la Mujer de la Universidad de Exeter en Inglaterra entre 1995 y 2001, y fue miembro del Panel Literario del Consejo de las Artes de Inglaterra entre 1993 y 1996.
En 1996 Namjoshi publicó Building Babel, una novela posmoderna sobre la construcción de culturas, cuya historia continúa en línea con un proyecto colaborativo que permite las contribuciones de los lectores.
Namjoshi vive y escribe en Devon, Reino Unido.

## Obras publicadas

### Ficción
- Fábulas feministas. Londres: Sheba Feminist Publishers, 1981.
- Las conversaciones de la vaca. Londres: Prensa de mujeres, 1985.ISBN 0704328704
- Las fábulas del burro azul. Londres: Prensa de mujeres, 1988. ISBN 0704341158
- Las Madres de Maya Diip. Londres: Prensa de mujeres, 1989.
- Debido a la India: poemas y fábulas seleccionados. Londres: Onlywomen Press, 1989. ISBN 0906500338
- Fábulas feministas, Spinifex Press, North Melbourne, 1993. ISBN 9781875559190
- San Suniti y el Dragón. Melbourne del norte: Spinifex, 1993; Londres: Virago, 1994. ISBN 1-875559-18-3
- Construyendo Babel. Melbourne del norte: Spinifex, 1996. ISBN 1875559566
- Goja: un mito autobiográfico. Melbourne del norte: Spinifex, 2000.
- Sycorax: Nuevas fábulas y poemas. Nueva Delhi: Penguin Books, 2006. ISBN 978-0-14-309984-0
- La fabulosa feminista: una lectora de Suniti Namjoshi. Delhi: Zubaan, 2012; Melbourne del norte: Spinifex, 2012.
- Suki. Delhi: Penguin India, 2012; Melbourne del norte: Spinifex, 2013.
- Foxy Aesop también conocido como Esopo el Zorro. Delhi: Zubaan, 2018; Melbourne: Spinifex, 2018. ISBN 9781925581515

### Poesía
- Poemas. Calcuta: Taller de escritores, 1967.
- Más poemas. Calcuta: Taller de escritores, 1971.
- Ciclón en Pakistán. Calcuta: Taller de escritores, 1971.
- El burro y la dama. Calcuta: Taller de escritores, 1980.
- La auténtica mentira. Fredericton, NB: Libros de poesía de Fiddlehead, 1982. ISBN 0864920105
- Del libro de pesadillas junto a la cama. Fredericton, NB: Libros de poesía de Fiddlehead y ediciones de Goose Lane, 1984. ISBN 0864920318
- Carne y papel (con Gillian Hanscombe). Reino Unido: Jezebel Tapes and Books, 1986; Charlottetown, PEI: Ragweed Press, 1986. ISBN 1870240006
- Debido a la India: poemas y fábulas seleccionados. Londres: Onlywomen Press, 1989.
- Sycorax: Nuevas fábulas y poemas. Nueva Delhi: Penguin Books, 2006.
- La fabulosa feminista: una lectora de Suniti Namjoshi. Nueva Delhi: Zubaan, 2012.

### Para niños
- Aditi y el mono tuerto. Londres: Sheba Feminist Publishers, 1986.
- Aditi y el Dragón del Támesis. Chennai, India: Tulika Publishers, 2002.
- Aditi y el sabio marino. Chennai, India: Tulika Publishers, 2004.
- Aditi y el Techno Sage. Chennai, India: Tulika Publishers, 2005.
- Aditi y sus amigos se enfrentan al gigante vesuviano. Chennai, India: Tulika Publishers, 2007.
- Aditi y sus amigos conocen a Grendel. Chennai, India: Tulika Publishers, 2007.
- Aditi y sus amigos ayudan al Cambiante de Budapest. Chennai, India: Tulika Publishers, 2007.
- Aditi y sus amigos en busca de Shemeek. Chennai, India: Tulika Publishers, 2008.
- Gardy en la Ciudad de los Leones. Chennai, India: Tulika Publishers, 2009.
- Siril y la flor espacial. Chennai, India: Tulika Publishers, 2009.
- Monkeyji y el devorador de palabras. Chennai, India: Tulika Publishers, 2009.
- Hermoso y el ciberespacio fugitivo. Chennai, India: Tulika Publishers, 2009.
- Historias azules y otras. (obra de arte Nilima Sheikh). Chennai, India: Tulika Publishers, 2012; Melbourne del norte: Spinifex, 2012.
- Pequeña i. Chennai, India: Tulika Publishers, 2014.
- Las historias del niño y el dragón (imágenes de Krishna Bala Shenoi). Chennai, India: Tulika Publishers, 2015

### Traducción
- Poemas de Govindagraj de Ram Ganesh Gadkari. Traducido por Suniti Namjoshi y Sarojini Namjoshi. Calcuta: Taller de escritores, 1968.

## Otras lecturas
- "Fabulaciones subversivas: El doble tirón en las fábulas feministas de Suniti Namjoshi" de Sabine Steinisch en Engendering Realism and Postmodernism: Contemporary Women Writers in Britain, ed. Beate Neumeier (Ámsterdam y Nueva York: Rodopi, 2001)
- "Tropos de la transición: palabras, memoria y la experiencia del inmigrante" por Michelle Gadpaille en Canadiana: Canadá en el signo de la migración y el transculturalismo, eds. Kalus-Dieter Ertler y Martin Löschnigg (Frankfurt: Peter Lang, Europäishcer Verlag der Wissenschaften, 2004)